# Thần tượng V-pop
Ngành công nghiệp âm nhạc Việt Nam đã và đang chứng kiến sự xuất hiện của hai làn sóng thần tượng, khởi đầu với giải thưởng Làn Sóng Xanh năm 1997. Các thần tượng V-pop có thể là thành viên của một nhóm nhạc, nhưng đa phần là hoạt động đơn lẻ cũng như bị ảnh hưởng mạnh mẽ từ nền văn hóa thần tượng Hàn Quốc, Đài Loan và Nhật Bản.

## Lịch sử
Trong suốt hai thập niên 2000 và 2010, các dòng nhạc C-pop, K-pop và J-pop đã bắt đầu lan tỏa sang các nước phương Tây. K-pop lan rộng tới khu vực Đông Nam Á và tạo nên sức ảnh hưởng cực lớn đối với ngành công nghiệp giải trí Việt Nam.
Các ca sĩ, nghệ sĩ và nhóm nhạc V-pop phỏng theo nhiều nét đặc trưng của K-pop và C-pop để trở nên nổi tiếng, bao gồm: phong cách thời trang, vũ đạo, cách phối nhạc, v.v... Tuy nhiên, doanh số bán nhạc ra hải ngoại không tăng lên nhanh chóng như mong đợi. Những nghệ sĩ chạy theo xu hướng K-pop có thể kể đến như: Sơn Tùng M-TP, 365daband, Uni5, LipB, Monstar và LIME.
Ngoài ra, thương hiệu nhóm nhạc AKB48 của Nhật Bản đã từng quyết định mở rộng phạm vi sang Việt Nam vào năm 2018 và cho ra đời nhóm nhạc SGO48.